# Piptoporus
Piptoporus is de naam van een niet langer geaccepteerd geslacht van paddenstoelen in de familie Fomitopsidaceae. De naam werd in 1881 gepubliceerd door Petter Adolf Karsten. Die plaatste drie soorten in het geslacht: Boletus betulinus Bull., Polyporus paradoxus Fr. en Boletus quercinus Schrad.. De laatste twee werden in 1966 door František Kotlaba en Zdeněk Pouzar met elkaar gesynonymiseerd, en als Buglossoporus quercinus in het geslacht Buglossoporus geplaatst, waarmee de eerste van de drie automatisch de typesoort van het geslacht werd. Sinds 2016 wordt die soort echter in het geslacht Fomitopsis geplaatst, en daarmee is de geslachtsnaam Piptoporus een synoniem voor die laatste geworden.